# Xian de Peyziwat
Cette page contient des caractères spéciaux ou non latins. S’ils s’affichent mal (▯, ?, etc.), consultez la page d’aide Unicode.
Le xian de Peyziwat (伽师县 ; pinyin : Gāshī Xiàn ; ouïghour : پەيزىۋات ناھىيىسى / Peyzivat Nahiyisi) est un district administratif de la région autonome du Xinjiang en Chine. Il est placé sous la juridiction de la préfecture de Kachgar.

## Démographie
La population du district était de 301 462 habitants en 1999.